# Atlético Roraima
Der Atlético Roraima Clube, auch unter dem Namen Atlético Roraima oder Roraima bekannt, ist ein Fußballverein aus Boa Vista im brasilianischen Bundesstaat Roraima.
Aktuell spielt der Verein in der Staatsmeisterschaft von Roraima.

## Erfolge
- Staatsmeisterschaft von Roraima

1975, 1976, 1978, 1980, 1981, 1983, 1985, 1987, 1990, 1993, 1995, 1998, 2001, 2002, 2003, 2007, 2008, 2009

## Stadion
Der Verein trägt seine Heimspiele im Estádio Flamarion Vasconcelos, auch unter dem Namen Canarinho bekannt, in Boa Vista aus. Das Stadion hat ein Fassungsvermögen von 10.000 Personen.